# Lijst van voetbalinterlands Afghanistan - Cambodja
Deze lijst van voetbalinterlands is een overzicht van alle officiële voetbalwedstrijden tussen de nationale teams van Afghanistan en Cambodja. De landen speelden tot op heden vijf keer tegen elkaar. De eerste ontmoeting, een kwalificatiewedstrijd voor het Wereldkampioenschap voetbal 2018, werd gespeeld in Phnom Penh op 16 juni 2015. Het laatste duel, een kwalificatiewedstrijd voor de Azië Cup 2023, vond plaats op 14 juni 2022 in Calcutta (India).

## Wedstrijden
| № | Plaats     | Datum            | Competitie                 | Wedstrijd              | Uitslag |
| - | ---------- | ---------------- | -------------------------- | ---------------------- | ------- |
| 1 | Phnom Penh | 16 juni 2015     | WK 2018 kwalificatie       | Cambodja – Afghanistan | 0 – 1   |
| 2 | Teheran    | 12 november 2015 | WK 2018 kwalificatie       | Afghanistan – Cambodja | 3 – 0   |
| 3 | Phnom Penh | 13 juni 2017     | Azië Cup 2019 kwalificatie | Cambodja − Afghanistan | 1 − 0   |
| 4 | Doesjanbe  | 27 maart 2018    | Azië Cup 2019 kwalificatie | Afghanistan − Cambodja | 2 − 1   |
| 5 | Calcutta   | 14 juni 2022     | Azië Cup 2023 kwalificatie | Afghanistan − Cambodja | 2 − 2   |

## Samenvatting
| Competitie            | Totaal gespeeld | Winst Afghanistan | Gelijk | Winst Cambodja | Doelsaldo Afghanistan – Cambodja |
| --------------------- | --------------- | ----------------- | ------ | -------------- | -------------------------------- |
| WK-kwalificatie       | 2               | 2                 | 0      | 0              | 4 − 0                            |
| Azië Cup-kwalificatie | 3               | 1                 | 1      | 1              | 4 − 4                            |
| Totaal                | 5               | 3                 | 1      | 1              | 8 − 4                            |

Wedstrijden bepaald door strafschoppen worden, in lijn met de FIFA, als een gelijkspel gerekend.
FFA · A-internationals · Afghaans vrouwenelftal
1940 - 1949 · 
1950 - 1959 · 
1960 - 1969 · 
1970 - 1979 · 
1980 - 1989 · 
1990 - 1999 · 
2000 – 2009 · 
2010 – 2019
Bangladesh ·
Bhutan ·
Cambodja ·
China ·
Filipijnen ·
Hongkong ·
India ·
Indonesië ·
Irak ·
Iran ·
Japan ·
Jordanië ·
Kirgizië ·
Koeweit ·
Laos ·
Libanon ·
Luxemburg ·
Malediven ·
Maleisië ·
Mongolië ·
Nepal ·
Noord-Korea ·
Oman ·
Pakistan ·
Palestina ·
Qatar ·
Saoedi-Arabië ·
Singapore ·
Sri Lanka ·
Syrië ·
Tadzjikistan ·
Taiwan ·
Thailand ·
Turkmenistan ·
Vietnam ·
Zuid-Korea
FFC · Cambodjaans vrouwenelftal
Afghanistan ·
Australië ·
Bahrein ·
Bangladesh ·
Bhutan ·
Brunei ·
China ·
Equatoriaal-Guinea ·
Filipijnen ·
Guam ·
Guinee ·
Guyana ·
Hongkong ·
India ·
Indonesië ·
Irak ·
Iran ·
Japan ·
Jemen ·
Jordanië ·
Kirgizië ·
Koeweit ·
Laos ·
Libanon ·
Macau ·
Malediven ·
Maleisië ·
Mongolië ·
Myanmar ·
Nepal ·
Noord-Korea ·
Oezbekistan ·
Oost-Timor ·
Pakistan ·
Palestina ·
Qatar ·
Saoedi-Arabië ·
Singapore ·
Sri Lanka ·
Syrië ·
Tadzjikistan ·
Taiwan ·
Thailand ·
Turkmenistan ·
Vietnam ·
Zuid-Korea ·
Zuid-Vietnam